# Стадспарксвален
«Стадспарксвален» (швед. Stadsparksvallen) — футбольний стадіон у місті Єнчепінг, Швеція, домашня арена ФК «Єнчепінг Седра». 
Стадіон побудований та відкритий 1902 року під назвою «Вален». Розташований на пагорбі у центральному міському парку з панорамою на місто та озеро Веттерн. У 1927 році здійснено капітальну реконструкцію арени із розширенням. Збудовано нові трибуни із сидячими місцями, встановлено систему освітлення. Стадіон перейменовано на «Стадспарксвален». До реконструкції 1981 року арена була багатоцільовою і виступала одним зі шведських центрів проведення змагань з легкої атлетики. У 2008 році над трибунами споруджено дах. Після реконструкції 2016 року потужність арени становить 6 261 глядач. Поле стадіону є одним із небагатьох у країні з природним покриттям.